# Будівля меморіалу Джеймса Медісона
38°53′12″ пн. ш. 77°00′17″ зх. д. / 38.88674° пн. ш. 77.00471° зх. д.
Будівля меморіалу Джеймса Медісона (англ. The James Madison Memorial Building) — одна з трьох будівель Бібліотеки Конгресу. Будівлю було споруджено в 1971–1976 роках як меморіал президента США Джеймса Медісона. Будівля розташована між Першою та Другою Стріт СІ на Індепенденс авеню у Вашингтоні, округ Колумбія.

## Історія

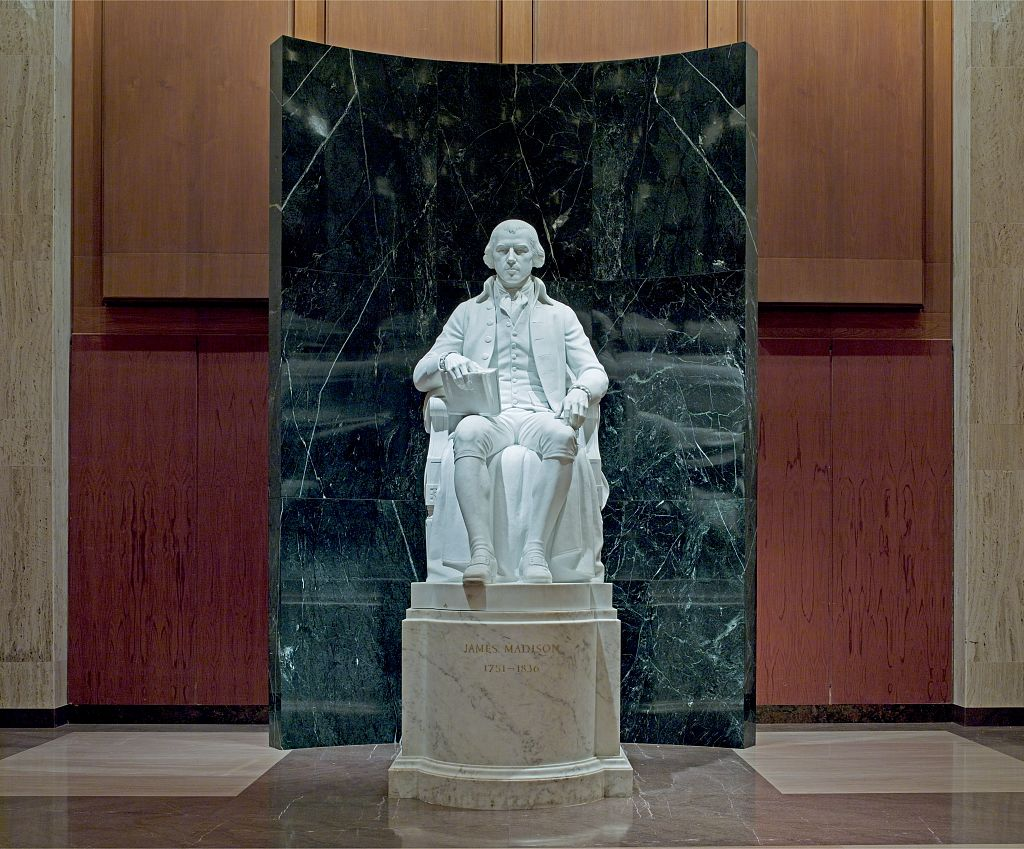
Джеймс Медісон (1976), скульптор Волкер Ганкок.

1957 року завдяки зусиллям бібліотекаря Конгресу Лоренса Квінсі Мамфорда почалася розробка планів щодо спорудження трьетьої будівлі бібліотеки. 1960 року Конгрес запланував виділення відповідних коштів, а 19 жовтня 1965 року в Конгресі було прийнято законодавчий акт, який передбачав спорудження нового корпусу бібліотеки з кошторисом 75 млн доларів. Попередні роботи розпочалися лише 1971 року й тривали до 1976 року. Саме будівництво тривало до 1980 року, урочисте відкриття відбулося 28 травня того ж року. Будівлю було названо на честь Джеймса Медісона, оскільки саме він ще 1783 року вніс на розгляд ідею створення парламентської бібліотеки й навіть розробив попередній список книг, які могли б придатися для роботи законодавців.
Будівництво було доручене архітекторові Капітолію під керівництвом комісій з будівництва Сенату й Палати представників, а також бібліотечної комісії. Попередньо будівля передбачалася виключно як книгосховище, проте проект було змінено й передбачено окрім книгосховища розташувати тут і адміністрацію бібліотеки. Водночас зріс і кошторис будівництва, який тепер становив 130 млн доларів.
Проект будівлі було розроблено фірмою «DeWitt», «Poor» та «Shelton Associated Architects». Будівля меморіалу Джеймса Медісона є одною з найбільших публічних споруд Вашингтона, її перевершують лише будівлі Пентагону та Будівля Едгара Гувера, що є штаб-квартирою ФБР. Загальна площа будівлі становить 2 100 000 кв., корисна площа — 1 500 000 кв. м.

## Інші заклади культури
Окрім відділень Бібліотеки Конгресу в Будівлі меморіалу Джеймса Медісона знаходиться Театр Мері Пікфорд, кінозал бібліотеки Конгресу, Юридична бібліотека Конгресу, а також Офіс авторського права в США.